# محمد داف
محمد داف (بالفرنسية: Mohamed Daf)‏ (10 مارس 1994 بالسنغال - ) هو لاعب كرة قدم سنغالي في مركز الوسط لعب سابقاً في نادي العروبة .

## روابط خارجية
- محمد داف على موقع اتحاد تركيا (لاعب) (الإنجليزية)
- محمد داف على موقع قاعدة بيانات كرة القدم.إي يو (الإنجليزية)
- محمد داف على موقع ناشيونال فوتبول تيمز (الإنجليزية)
- محمد داف على موقع Soccerway.com (الإنجليزية)
- محمد داف على موقع عالم كرة القدم.نت (الإنجليزية)